# Kolonie Friedlicher Nachbar

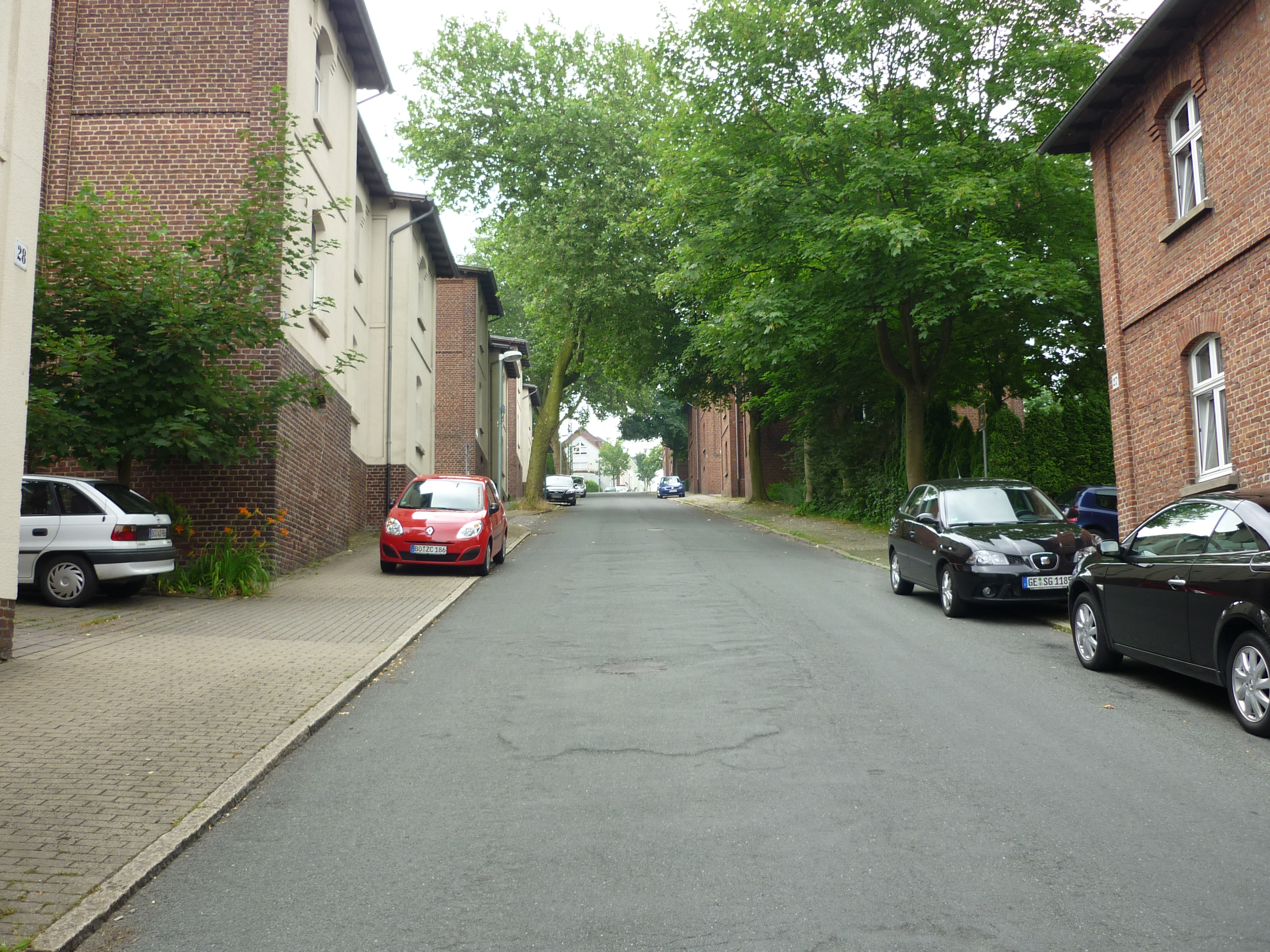
Kolonie an der Straße „Am Röderschacht“

Die Kolonie Friedlicher Nachbar ist eine Zechensiedlung in Bochums südlichstem Stadtteil Linden.
Die Kolonie liegt an der Straße „Am Röderschacht“ und an der abzweigenden, gleichnamigen Stichstraße, die an den Schacht Roeder erinnern. Er war 1848 für die Zeche Hasenwinkel-Himmelscroner Erbstolln abgeteuft und später von der Zeche Friedlicher Nachbar übernommen worden.
Die dreizehn zweigeschossigen Häuser aus Ziegelstein wurden um 1880 für die Bergleute der Zeche Friedlicher Nachbar errichtet. Die Fassaden sind schlicht und nur um die Fenster mit abgesetzten Bögen geschmückt. Senkrechte und waagerechte schmale Simse lassen den Wohnungs- und Geschossaufbau erahnen, das Dach ist flach geneigt. Einige Häuser haben hell verputzte Fassaden zur Straßenseite hin. In jedem Haus gab es acht Wohnungen, hinter den Häusern lagen Gärten zur Selbstversorgung.